# Mapeamento de textura

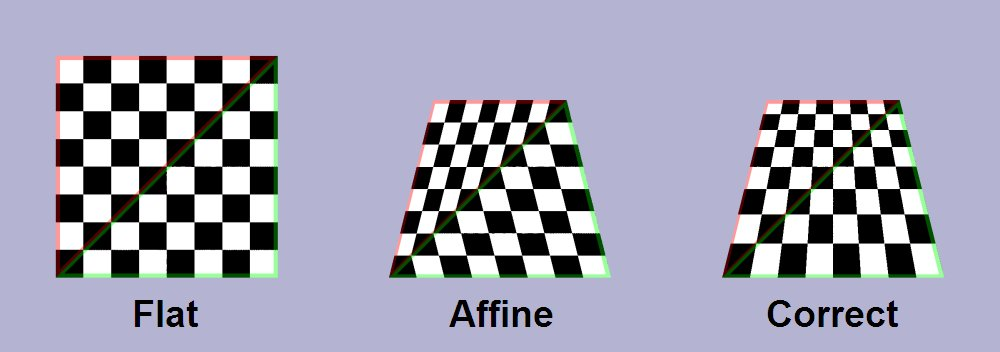
Exemplos de tipos de mapas de textura.

Mapeamento de textura (ou texturização) é a parte da computação gráfica, que se ocupa do estudo da simulação de materiais e texturas sobre planos. Trata-se de um método gráfico computacional aplicado para 3D e foi desenvolvido na tese de doutoramento de Edwin Catmull, em 1974, atualmente diretor da Walt Disney Animation Studios e Pixar Animation Studios.

## Mapa de textura
Um mapa de textura é aplicado (ou mapeado) para um lado de um polígono. Multitexturização é o uso de mais de uma textura ao mesmo tempo, em um mesmo polígono.